# 上阿纳尔河国家公园
上阿纳尔河国家公园（挪威語：Øvre Anárjohka nasjonalpark）是位於挪威北部的一處國家公園。上阿纳尔河国家公园成立於1976年，面積1,409平方（544平方英里）。上阿纳尔河国家公园保存有挪威最大面積的不受干預的松樹林。

## 外部連結
- Map of Øvre Anárjohka National Park[永久]